# Brygmophyseter shigensis
Brygmophyseter shigensis és una espècie de catxalot extint que visqué durant el Miocè, fa aproximadament 15 milions d'anys.
Els primers fòssils d'aquest antic cosí del catxalot actual foren descoberts al Japó pels paleontòlegs L. G. Barnes i K. Hirota el 1992. Les restes incloïen un crani de 140 cm de llargada.